# Masayoshi Son
Pour les articles homonymes, voir Son.
Masayoshi Son (孫 正義, Son Masayoshi), né le 11 août 1957 à Tosu au Japon, est un homme d'affaires et chef d'entreprise japonais. Il est le fondateur et président directeur général de SoftBank depuis 1981.

## Biographie

### Enfance et études
Masayoshi Son est issu d’une famille pauvre d’immigrés coréens au Japon (zainichi).
Enfant, la discrimination dont il est victime le pousse à dissimuler son nom de famille. Conscient de ce mal-être, son père l'envoie faire ses études aux États-Unis. Il entre en cours à la Serramonte High School en Californie, dont il sort diplômé deux semaines plus tard. Il entre ensuite à Berkeley, où il obtient un diplôme en économie et sciences de l’informatique. Élève peu assidu, il commence à développer différentes affaires en parallèle de ses cours. À 19 ans, il développe ainsi avec l'un de ses professeurs Forrest Mozer un petit traducteur vocal multilingue. Un brevet qu'il vendra plus tard à Sharp pour 1,3 million de dollars.

### Carrière
Masayoshi Son rentre au Japon en 1981 après six années passées aux États-Unis. Il fonde SoftBank la même année, une entreprise de commerce électronique qui devient par la suite opérateur de télécommunications fixes.
Parallèlement à ses missions à la direction de SoftBank, Masayoshi Son devient en 1996 le président-directeur général de la filiale de Yahoo! au Japon.
En 2006, Masayoshi Son se lance dans les télécommunications mobiles, en rachetant Vodafone Japon qui sera rebaptisé SoftBank Mobile, puis en 2013 en rachetant 73 % des parts du géant téléphonique américain Sprint.
En 2016, il crée VisionFund qui est le plus grand fonds de capital-risque au monde .
Voyant très tôt les potentiels de Yahoo! ou encore Alibaba, il investit dans ces entreprises. Passionné par les nouvelles technologies, l'intelligence artificielle, la robotique et les objets connectés, il y consacre son fonds d'investissement, le plus important jamais dédié à ces sujets au moment de son lancement, en mai 2017.
SoftBank fait aujourd'hui partie du TOPIX 100.
En octobre 2021, son nom figure dans les Pandora Papers (fuite de documents venus de 14 prestataires de services offshore créateurs et gestionnaires de sociétés écrans et des trusts dans des paradis fiscaux du monde entier). Selon le journal Asahi Shimbun : Masayoshi Son, en tant que PDG de SoftBank, a acquis en 2009 SAM Cayman Inc., une filiale de Son Assets Management LLC basée à Tokyo, qui a, en 2014, acheté un jet Gulfstream et signé un contrat de location avec Wilmington Trust Co. aux États-Unis (qui est devenu propriétaire fiduciaire de l'appareil). Selon les représentants de Masayoshi Son, ce montage ne relevait pas d’un usage de paradis fiscal car les revenus de la filiale ont été intégrés à ceux de la société mère au Japon. Des experts avaient encadré ses décisions en matière juridique, comptable et fiscale.

## Fortune
En 2015, Masayoshi Son est classé 75e par le magazine Forbes, avec une fortune estimée à 13,8 milliards de dollars.
En 2017, il est considéré comme l'homme le plus riche du Japon.

## Vie privée
Il est marié et a deux enfants.